# Hyacinthe Corne
Pour les articles homonymes, voir Corne.
Hyacinthe Marie Augustin Corne, né le 28 août 1802 à Arras (Pas-de-Calais) et décédé le  15 février 1887 à Douai (Nord), est un magistrat et un homme politique français.

## Biographie
Fils de François-Michel-Joseph Corne et beau-frère de Charles Desmoutiers, il fit ses études aux Jésuites de Saint-Acheul, son droit à Paris, débuta en 1826 comme conseiller-auditeur à la cour de Douai, et fut nommé président du tribunal civil de Lille en 1830 et peu après président du tribunal civil de Douai. Il épouse Adélaïde Desmoutier.

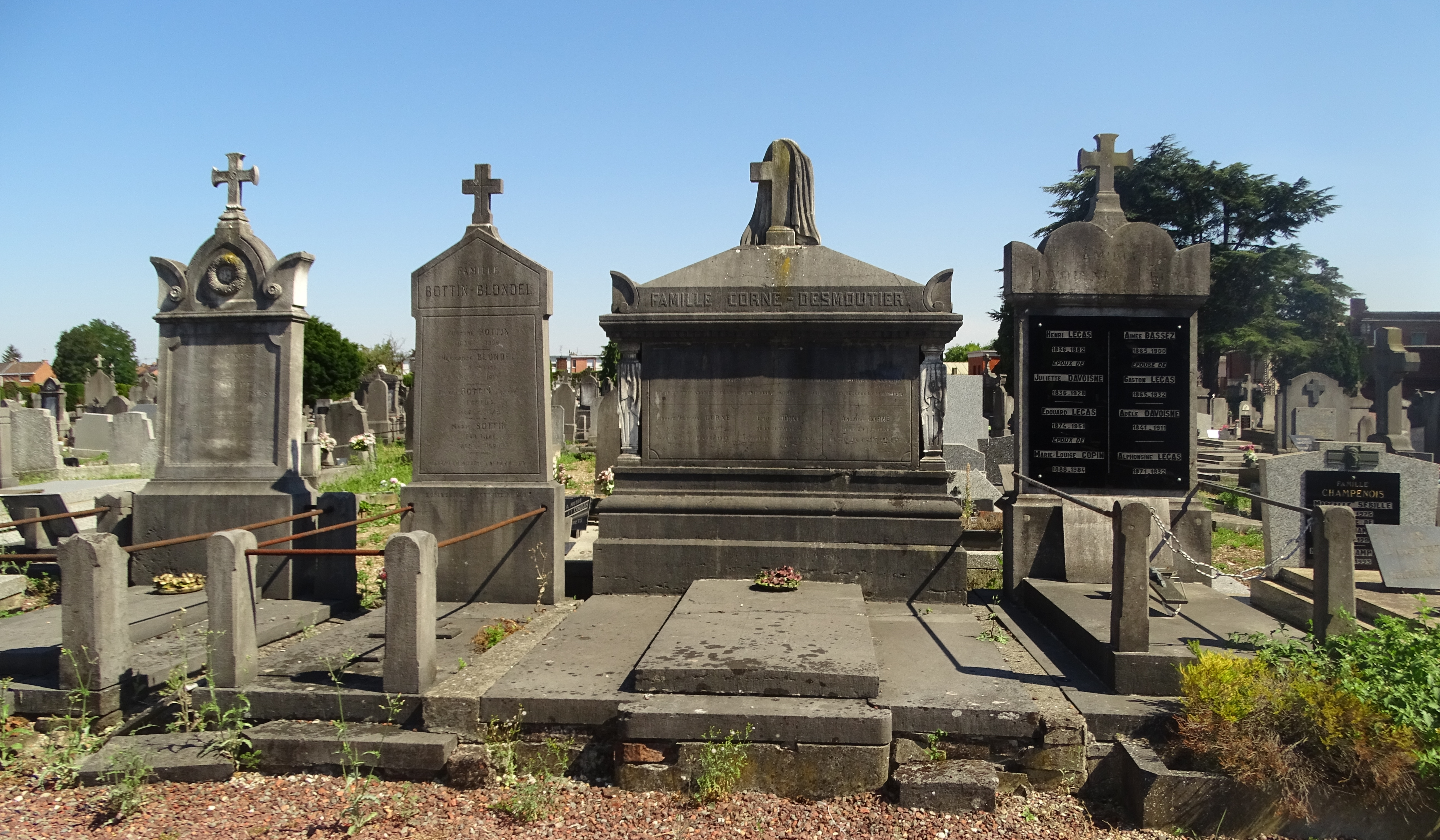
Sa tombe.

Le 4 novembre 1837, les électeurs du 9e collège électoral du Nord (Cambrai) l'élurent député. Il prit place dans l'opposition de gauche, et fut successivement réélu, le 2 mars 1839 et le 9 juillet 1842, mais échoua, le 1er août 1846, face à Gabriel de Saint-Aignan. Il prit une part active à la campagne des banquets, fut nommé par le gouvernement provisoire, le 25 février 1848, procureur général à Douai, fut élu, le 23 avril 1848, représentant du Nord à l'Assemblée constituante, et fut appelé, le 17 juin suivant, aux fonctions de procureur-général près la Cour d'appel de Paris. 
Après l'élection de Louis-Napoléon Bonaparte à la présidence de la République, il avait été remplacé dans les fonctions de procureur-général à Paris par Baroche. Le 13 mai 1849, le département du Nord l'élut à l'Assemblée législative. Opposé au coup d'État du 2 décembre 1851, il fut enfermé au Mont-Valérien, puis, remis en liberté, il renonça momentanément à la vie politique pour se livrer à des travaux littéraires. Il n'essaya de rentrer au parlement qu'aux élections du 24 mai 1869; mais il échoua, dans la 8e circonscription du Nord, face au candidat officiel Seydoux.
Le 8 février 1871, il fut élu représentant du Nord à l'Assemblée nationale. Il siégea au centre gauche dont il devint président, fit partie de la commission de la réorganisation de la magistrature et de la commission de la presse. Le 10 décembre 1875, l'Assemblée nationale l'élut sénateur inamovible,.
Il est inhumé au cimetière de Douai, dans la partie sise sur le finage de Sin-le-Noble.

## Publications
- Essai sur la littérature considérée dans ses rapports avec la constitution politique des différents peuples (1826)
- De l'éducation publique dans ses rapports avec la famille et avec l'État (1842)
- Rapport et projet de loi sur les jeunes détenus (1850)
- Le cardinal Richelieu (1853)
- Le cardinal Mazarin (1853)
- Lettres à Adrien (1856)
- Souvenirs d'un proscrit recueillis par Hyacinthe Corne (1861)
- Éducation intellectuelle (1873)
- La Vie et les Œuvres de Madame Desbordes-Valmore, 1876    (Wikisource)
- Madame Adèle Desloge : sa vie et ses œuvres (1879), lire en ligne sur Gallica

## Pour approfondir